# George M. Fuller
George M. Fuller ist ein US-amerikanischer Physiker aus dem Bereich der theoretischen Astrophysik, insbesondere der nuklearen Astrophysik.
Fuller erhielt den BS 1976 und den PhD 1981 für Physik am California Institute of Technology. Er wurde anschließend Robert R. McCormick Postdoctoral Fellow an der University of Chicago bis 1983 und dann bis 1984 Visiting Assistant Research Astrophysicist am Lick Observatory. Von 1985 bis 1986 war Fuller Research Assistant Professor am Institute for Nuclear Theory der University of Washington und dann Staff Member (IGPP) am Lawrence Livermore National Laboratory um 1988 an der University of California als Associate Professor und 1992 Full Professor am Department of Physics zu werden.

## Auszeichnungen
- 2013: Hans-A.-Bethe-Preis[1] für herausragende Beiträge zur nuklearen Astrophysik, speziell seine Arbeiten zu den Kernreaktionsraten von Prozessen der schwachen Wechselwirkung für die Sternentwicklung und den Sternkollaps und seine Pionierarbeiten zur Neutrinomischung in Supernovae (Laudatio)
- Fellow der American Physical Society (1994)